# Indien, Mutter Erde
Indien, Mutter Erde ist ein italienisch-französischer dokumentarischer Spielfilm von Roberto Rossellini aus dem Jahr 1959. Der Film wurde bereits 1957 mit indischen Amateuren gedreht, die an den jeweiligen Drehorten ausgewählt wurden. Er ist in vier Erzählteilen strukturiert.
In Indien verursachte Rossellini im Zuge der Dreharbeiten einen Skandal, da er mit der verheirateten Sonali Dasgupta, seiner Ko-Autorin des Films, eine Affäre hatte und deshalb gezwungen war, das Land noch vor Beendigung der Filmaufnahmen zu verlassen.

## Inhalt
Nach einleitenden Impressionen der Stadt Bombay zeigt der Film den ländlichen Süden Indiens, Keralas Backwaters und südindische Tempelarchitektur (Madurai).
Elefanten werden sowohl als Tempelelefanten als auch als Arbeitselefanten, die im Wald bei Karapur geleitet von Mahouts Holzstämme transportieren, vorgestellt. Nach der Arbeit erhalten die Tiere ein pflegendes Bad durch ihre Führer. Das Alltagsleben im Heimatdorf des Mahouts wird dargestellt.
Den Weg des Wassers geht es von den Bergen des Himalaya zum Dal Lake und über Benares am Ganges zum Mahanadi und den fast abgeschlossenen Bauarbeiten am Hirakud-Staudamm, wo noch unzählige Menschen das Baumaterial von Hand transportieren. Ein Arbeiter, der im Zuge der Teilung Indiens aus Ostbengalen ins Land kam, nimmt Abschied vom Staudammprojekt, seiner Arbeitsstätte der letzten fünf Jahre.
Ein Streifzug durch indische Landschaften endet in einem Bambuswald. Ein alter Mann lebt dort mit seiner Frau in einem bengalischen Dorf im Einklang mit der Natur und dem Bengalischen Tiger.
Unter der sommerlichen Hitze ist die Erde ausgetrocknet, Mensch und Tier suchen Erfrischung im Wasser. Ein Mann mit einem Affen bricht in der ausgedürrten Landschaft tot zusammen. Die Geier warten bereits, sein Affe bleibt angekettet bei ihm. Auf einem Jahrmarkt mit Zirkus, Messerwerfer, Schlangenbeschwörer und Ochsenkarrenrennen sieht man den Affen wieder. Er schlägt sich allein durch und findet schließlich Beschäftigung als Trapezkünstler.
Mit Aufnahmen von Bombay schließt der Film.

## Hintergrund
Rossellini wollte ursprünglich auf dem Landweg über die Türkei, Persien und Pakistan nach Indien reisen und in allen Ländern Aufnahmen machen, musste sein Projekt jedoch aus finanziellen Gründen auf Indien beschränken. Er kam im Dezember 1956 nach Indien und wurde dort von dem Maler und Filmbegeisterten Maqbul Fida Husain begleitet. Die Dreharbeiten dauerten etwa 9 Monate. Als Regieassistenten standen Rossellini Giovanni Brass und Jean Herman zur Seite. Den italienischen Off-Kommentar verfasste Vincenzo Talarico, den der französischen Fassung Jean L’Hôte. Indien, Mutter Erde hatte am 9. Mai 1959 auf dem Filmfestival von Cannes außerhalb des Wettbewerbs Premiere. Aus den Aufnahmen entstand außer diesem Film auch die 1959 im italienischen Fernsehen RAI ausgestrahlte zehnteilige Fernsehserie India vista da Rossellini.

## Sonali Dasgupta
Rossellinis Ehe mit Ingrid Bergman war 1956 bereits zerrüttet, jedoch noch nicht geschieden, als er nach Indien reiste. Der 51-jährige Regisseur lernte die 27-jährige Sonali Dasgupta kennen, die mit dem bengalischen Dokumentarfilmregisseur Harisadhan Dasgupta verheiratet war und zwei Kinder – das jüngste nur wenige Monate alt – hatte. Über die Arbeit am Film entwickelte sich zwischen beiden eine Affäre, die geheim zu halten von M.F. Husain unterstützt wurde. Noch vor dem geplanten Ende der Dreharbeiten wurde die Liaison öffentlich bekannt, und Rossellini musste das Land verlassen. Sonali floh mit ihm im September 1957 und nahm ihr Baby mit sich; ihren damals sechsjährigen Sohn Raja Dasgupta – heute ebenfalls Filmregisseur – ließ sie in Indien zurück. Noch 1957 brachte Sonali Dasgupta in Paris Raffaella, die gemeinsame Tochter mit Roberto Rossellini, zur Welt. Sie heirateten nach Rossellinis Scheidung von Ingrid Bergman, und er adoptierte ihren Sohn Arjun, der fortan Gil Rossellini hieß und als Filmproduzent und -regisseur bekannt wurde.